# Carnide (Pombal)
Carnide é uma povoação portuguesa sede da Freguesia de Carnide do Município de Pombal, freguesia com 22,93 km² de área e 1622 habitantes (censo de 2021), tendo, por isso, uma densidade populacional de 70,7 hab./km².
A Freguesia de Carnide pertence ao Município de Pombal, Distrito de Leiria, e situa-se a 12 km da sua sede municipal. Confina, a norte com Ilha e Pombal; a nascente com Vermoil e Colmeias; a poente, com Bajouca e a sul com Souto da Carpalhosa e Bidoeira.
Por deliberação da maioria absoluta dos chefes de família residentes nos 24 agregados populacionais que ocupavam a parte ocidental da Freguesia de Vermoil, foi pedido ao Governo que fizesse a demarcação de uma nova Freguesia, denominada "Carnide", sendo a pretensão deferida por decreto-lei n.º 38.808, de 1 de julho de 1952.
A freguesia foi criada pelo decreto-lei n.º 38.808, de 01/07/1952, com lugares da Freguesia de Vermoil.

## Demografia
A população registada nos censos foi:
| Distribuição da População por Grupos Etários | Distribuição da População por Grupos Etários | Distribuição da População por Grupos Etários | Distribuição da População por Grupos Etários | Distribuição da População por Grupos Etários |
| -------------------------------------------- | -------------------------------------------- | -------------------------------------------- | -------------------------------------------- | -------------------------------------------- |
| Ano                                          | 0-14 Anos                                    | 15-24 Anos                                   | 25-64 Anos                                   | > 65 Anos                                    |
| 2001                                         | 314                                          | 271                                          | 877                                          | 260                                          |
| 2011                                         | 248                                          | 201                                          | 820                                          | 378                                          |
| 2021                                         | 178                                          | 182                                          | 759                                          | 503                                          |

## Lugares da Freguesia
- Alto do Maranho
- Alto do Vale do Tijolo
- Alto dos Mendes
- Areeiro
- Bouchada
- Cabeça Gorda
- Cabeço de Almagueiros
- Carnide
- Carnide de Baixo
- Carnide de Cima
- Carnide do Meio
- Casal Velho
- Cavada
- Charneca do Baldio
- Cova da Valeira
- Machuqueira
- Matos da Ranha
- Outeirada
- Palha Carga
- Picotos
- Salgueiros
- Vale da Cabra
- Vale da Cruz
- Vale do Cinzeiro
- Vale do Feto
- Vale do Freixo
- Vale do Salgueiro
- Vale Farpado
- Valeirão